# Angélique Kidjo
Angélique Kidjo, född 14 juli 1960 i Ouidah, Benin, är en beninsk-fransk sångerska, musiker och låtskrivare som är känd för sina mångfacetterade musikaliska influenser och kreativa musikvideor.

## Biografi
Kidjo föddes i Ouidah i Benin. Från och med sex års ålder uppträdde hon med sin mors teatergrupp vilket gav henne ett intresse för musik och dans. De pågående politiska konflikterna i Benin gjorde att Kidjo flyttade till Paris omkring 1982. Efter att ha sjungit som körsångerska för lokala artister under ett antal år bildade hon sitt eget band. I slutet av 1980-talet hade hon etablerat sig som en av de mer populära liveartisterna i Paris.
Kidjo talar engelska, fon, franska och yoruba flytande. Hon sjunger på alla dessa språk och använder sig ofta av zilin, en traditionell sångteknik från Benin. Hennes musikaliska influenser omfattar afropop, zouk, kongolesisk rumba, jazz, gospel och latinsk musik. Hon har även blivit influerad av sina barndomsidoler Bella Bellow, James Brown, Aretha Franklin, Jimi Hendrix, Miriam Makeba och Carlos Santana. 
Bland hennes hitlåtar återfinns "Agolo", "Nye" och "Batonga". Hon har spelat in egna versioner av George Gershwins "Summertime" och Jimi Hendrix "Voodoo Child", och har samarbetat med Dave Matthews, Kelly Price, Branford Marsalis, Robbie Nevil, Cassandra Wilson och Carlos Santana. Hon har även spelat in en sång till Jim Carreys film Ace Ventura: Den galopperande detektiven rider igen. 
Hon har också under flera år samarbetat med den amerikanske kompositören Philip Glass. Ifé: Three Yoruba songs var ett banbrytande samarbete med Glass och Luxemburgs symfoniorkester, där Kidjo sjöng till hans orkesterverk baserat på tre poetiska skapelseberättelser på yorubaspråket. Verket uruppfördes i Luxemburg i januari 2014.

### Grammy och övrigt
Kidjo blev Grammy-nominerad för Bästa musikvideo 1995 och Bästa världsmusikalbum 1999, 2003, 2005, 2007, 2010 och 2014. Hon vann Grammy för Bästa världsmusikalbum för albumet Djin Djin 2008 och för albumet Eve 2015.
I januari 2014 utkom hennes självbiografi Spirit Rising (Harper Collins), skriven tillsammans med Rachel Wenrick med förord av Desmond Tutu och Alicia Keys.
Kidjo har länge varit internationellt engagerad i olika samhällsfrågor. År 2002 utsågs hon till goodwillambassadör för Unicef. Uppkallad efter en av hennes sånger startade hon 2007 tillsammans med advokaterna Mary Louise Cohen and John R. Phillips Batonga Foundation för stöd till flickors utbildning i en rad afrikanska länder.
Våren 2015 utnämndes hon till hedersdoktor vid Yale University. År 2023 tilldelades hon Polarpriset tillsammans med Arvo Pärt och Chris Blackwell.
Hon är gift med musikern och musikproducenten Jean Hebral. 1993 fick de dottern Naima.

## Utmärkelser
- 1992 Octave RFI
- 1992 Prix Afrique en Creation
- 1995 Danish Music Awards: Bästa kvinnliga sångerska
- 1997 Kora Music Awards: Bästa afrikanska kvinnliga artist
- 2002 Mobo Awards
- 2016 Ambassador of Conscience Award från Amnesty International
- 2023 Polarpriset

## Diskografi
- 1981 – Pretty (enbart utgiven i Afrika)
- 1985 – Ewa Ka Djo
- 1990 – Parakou
- 1991 – Logozo
- 1994 – Ayé
- 1996 – Fifa
- 1998 – Oremi
- 2001 – Keep On Moving: The Best Of Angelique Kidjo
- 2002 – Black Ivory Soul
- 2004 – Oyaya!
- 2007 – Djin Djin
- 2010 – Õÿö
- 2012 – Spirit Rising (livealbum)
- 2014 – Eve (en hyllning till Afrikas kvinnor)
- 2015 – Angélique Kidjo Sings with the Orchestre Philharmonique du Luxembourg